# Eryx (missile)
L'Eryx è un missile anticarro francese a guida SACLOS. Costruito dalla compagnia europea MBDA, è utilizzato nelle forze armate di molti paesi, inclusi l'Armée de terre, il Canadian Forces Land Force Command e l'esercito norvegese. Sebbene sviluppato come arma anticarro, l'Eryx può essere usato anche contro bunker e velivoli a bassa quota (elicotteri).

## Caratteristiche
Il missile utilizza un sistema di lancio a bassa velocità che ne permette l'utilizzo in luoghi chiusi
Una volta partito, il missile accende il motore e raggiunge la velocità massima di 245 m/s. La gittata massima dell'arma è di 600 m, spazio che viene percorso in circa 4,3 secondi.
L'Eryx usa il sistema di guida SACLOS; il dispositivo di lancio controlla la posizione del missile rispetto al centro del reticolo di mira, grazie ad impulsi luminosi sul retro del missile stesso. Se necessario le correzioni di rotta vengono trasmesse tramite il cavo di guida.
Per far fronte ai mezzi corazzati di moderna concezione, l'Eryx monta inoltre due testate HEAT in tandem, che lo rendono in grado di contrastare anche i carri dotati di corazza reattiva.
Secondo l'MBDA, nei test il missile avrebbe raggiunto una percentuale di colpi a segno del 95% su oltre 7000 lanci.

## Paesi utilizzatori
- Brasile
- Canada
- Francia
- Malaysia: in dotazione solo alla 10ª Brigata Paracadutisti.
- Norvegia
- Italia (1999–2004)
- Turchia (2009-oggi)